# Flugplatz Kenema

i7
i11
i13
Der Flugplatz Kenema (englisch Kenema Airport, IATA-Code: KEN, ICAO-Code: GFKE) ist ein Flugplatz in Sierra Leones drittgrößter Stadt Kenema. 
Da es keinen nationalen Linienverkehr mehr in Sierra Leone gibt (Stand Januar 2018), wird der Flugplatz nicht mehr regelmäßig bedient. Er wurde Anfang der 2000er Jahre von Eagle Air vom Flugplatz Hastings aus angeflogen. Aktuell (Stand Januar 2018) wird der Flugplatz nicht mehr genutzt.
Der Flugplatz liegt auf 148 m Höhe. Er verfügt über eine Start- und Landebahn, die ursprünglich asphaltiert war.